# Olga Færseth
Olga Færseth (ur. 6 października 1975 w Keflavíku) – islandzka piłkarka, grająca na pozycji napastnika, oraz koszykarka, występująca na pozycji rzucającej, wielokrotna reprezentantka Islandii.

## Kariera piłkarska

### Kariera klubowa
W 1991 roku rozpoczęła swoją karierę zawodową w miejscowym klubie Keflavík. W 1992 przeniosła się do klubu Breiðablik. W 1995 została piłkarką KR, zdobywając trzykrotnie tytuł mistrza kraju w latach 1997-1999. W 2003-2005 broniła barw ÍBV, po czym wróciła do KR. W 2010 roku zakończyła karierę w drużynie Selfoss.

### Kariera reprezentacyjna
Od 1994 do 2006 roku rozegrała w seniorskiej kadrze narodowej 54 meczów, w których strzeliła 14 goli. Wcześniej od 1991 broniła barw juniorskich i młodzieżowych reprezentacji Islandii.

## Kariera koszykarska
Przez niemal całą karierę sportową była związana z Keflavíkiem, w którym występowała w latach 1991-1994, a potem w 1994–1995 w Breiðabliku. Czterokrotnie została mistrzynią kraju w 1992–1995. Została wybrana zawodniczką roku w Islandii w 1994 i dwukrotnie została wybrana do krajowej drużyny All-First, w 1993 i 1994. W 1994 roku ustanowiła rekord finałów, zdobywając 111 punktów w serii finałowej (22,2 punktu na mecz). Rekord utrzymywał się przez 22 lata, aż do pobicia go przez Haiden Denise Palmer w 2016 roku. Sezon 1995-96 spędziła w Stanach Zjednoczonych, grając w Brewton – Parker College w stanie Georgia. Po zerwaniu więzadła krzyżowego w kolanie w 1996 roku zdecydowała się wycofać z koszykówki i skupić się wyłącznie na piłce nożnej. W latach 1991–1994 Olga rozegrała 16 meczów w islandzkiej reprezentacji koszykówki. Była członkinią drużyny, która zdobyła brąz na Igrzyskach Małych Państw Europy w 1993 roku na Malcie.

## Sukcesy i odznaczenia w piłce nożnej

### Sukcesy klubowe
Breiðablik
- mistrz Islandii: 1992, 1994
- zdobywca Pucharu Islandii: 1994

KR
- mistrz Islandii: 1997, 1998, 1999, 2002
- zdobywca Pucharu Islandii: 1994, 1999, 2002, 2007, 2008
- zdobywca Superpucharu Islandii: 1995, 1997

ÍBV
- zdobywca Pucharu Islandii: 2004

### Sukcesy indywidualne
- królowa strzelców mistrzostw Islandii: 1994, 1997, 1998, 2000, 2001, 2002
- najlepsza piłkarka roku w lidze islandzkiej: 1998, 2001
- najlepsza piłkarka roku w Islandii: 2001

## Sukcesy i odznaczenia w koszykówce

### Sukcesy klubowe
- mistrz Islandii: 1992, 1993, 1994, 1995
- zdobywca Pucharu Islandii: 1993, 1994

### Sukcesy indywidualne
- najlepsza zawodniczka roku w lidze islandzkiej: 1994
- wybrana do krajowej drużyny All-First: 1993, 1994